# Восточный (Новоалександровский район)
Восто́чный — посёлок в Новоалександровском районе (городском округе) Ставропольского края России.

## Географическое положение
Расстояние до краевого центра: 83 км. Расстояние до районного центра: 15 км.

## История
В соответствии с Указом Президиума Верховного Совета РСФСР от 21 сентября 1964 года посёлок Пятое отделение совхоза «Темижбекский» переименован в посёлок Восточный.
До 1 мая 2017 года Восточный входил в состав муниципального образования «Сельское поселение Темижбекский сельсовет».

## Население
| 1989 | 2002 | 2010 | 2014 | 2023 |
| ---- | ---- | ---- | ---- | ---- |
| 289  | ↗307 | ↘272 | ↗300 | ↘257 |

По данным переписи 2002 года, 91 % населения — русские.